# Хьюз, Роберт Эрл
Роберт Эрл Хьюз (англ. Robert Earl Hughes, 4 июня 1926 — 10 июля 1958, США) был одним из самых тяжёлых людей за всю историю медицины.
Огромный вес Роберта был обусловлен проблемами с щитовидной железой, что, скорее всего, появились после того, как он переболел коклюшем в раннем детстве.
Являясь самым тяжёлым человеком своего времени, Роберт до сих пор держит титул самого тяжёлого человека, который, в отличие от других людей с подобным весом, был способен самостоятельно ходить без помощи посторонних.
В 6 лет Роберт весил 92 кг, в 10 лет — 170 кг, в 13 лет — 248 кг, в 18 лет — 314 кг, в 27 лет — 430 кг. 
В феврале 1958 года при росте 184 см его вес составил 486 кг. В момент наибольшего веса окружность груди Роберта составляла 310 см, обхват талии — 305 см и обхват верхних частей рук — 102 см.
Большую часть жизни Роберт зарабатывал тем, что продавал свои фотографии, а также участвовал в различных шоу и выступлениях. Будучи самым толстым человеком своего времени, Роберт пользовался немалой популярностью.
Незадолго до смерти, в июне 1958 года, Роберт возвращался с одного из выступлений, когда ему стало плохо: проблемы с дыханием, помутнение сознания, посинение кончиков пальцев. Из-за невозможности расположить Роберта в больнице помощь оказывали на месте, в трейлере.
10 июня 1958 года, в возрасте 32 лет, Роберт Эрл Хьюз скончался. На момент смерти он весил около 450 кг.
Преждевременная смерть Роберта была вызвана почечной недостаточностью, которая последовала за приступом кори. На надгробии его могилы отмечено, что он был самым тяжёлым человеком в мире и весил 1041 фунтов (472 кг).